# HD 91312
HD 91312，又名BD+41 2101，SAO 43379、HR 4132，是一颗恒星，视星等为4.75，位于銀經178.93，銀緯58.62，其B1900.0坐标为赤經10h 27m 23.9s，赤緯+40° 58.62′ 25″。